# Syntheta
Syntheta là một chi bướm đêm thuộc họ Noctuidae.

## Loài
- Syntheta novaguinensis (Bethune-Baker, 1906)
- Syntheta xylitis Turner, 1902